# Фара Туші
Фара Туші (фр. Farah Touchi; нар. 9 червня 1973) — французька борчиня вільного стилю, бронзова призерка чемпіонату світу, чемпіонка, срібна та дворазова бронзова призерка чемпіонатів Європи.

## Життєпис
Боротьбою почав займатися з 1984 року. 
Виступав за борцівський клуб Туркуена. Тренер — Річард Хелмовський.

## Спортивні результати на міжнародних змаганнях

### Виступи на Чемпіонатах світу
| Змагання                        | Збірна  | Вагова категорія          | Місце  |
| ------------------------------- | ------- | ------------------------- | ------ |
| Чемпіонат світу з боротьби 1995 | Франція | жіноча боротьба, до 50 кг | 5      |
| Чемпіонат світу з боротьби 1996 | Франція | жіноча боротьба, до 50 кг | 7      |
| Чемпіонат світу з боротьби 1997 | Франція | жіноча боротьба, до 46 кг | Бронза |
| Чемпіонат світу з боротьби 1998 | Франція | жіноча боротьба, до 46 кг | 9      |
| Чемпіонат світу з боротьби 1999 | Франція | жіноча боротьба, до 46 кг | 9      |
| Чемпіонат світу з боротьби 2000 | Франція | жіноча боротьба, до 46 кг | 4      |
| Чемпіонат світу з боротьби 2001 | Франція | жіноча боротьба, до 46 кг | 4      |
| Чемпіонат світу з боротьби 2002 | Франція | жіноча боротьба, до 51 кг | 17     |

### Виступи на Чемпіонатах Європи
| Змагання                         | Збірна  | Вагова категорія          | Місце  |
| -------------------------------- | ------- | ------------------------- | ------ |
| Чемпіонат Європи з боротьби 1996 | Франція | жіноча боротьба, до 50 кг | 5      |
| Чемпіонат Європи з боротьби 1997 | Франція | жіноча боротьба, до 46 кг | Золото |
| Чемпіонат Європи з боротьби 1998 | Франція | жіноча боротьба, до 46 кг | Бронза |
| Чемпіонат Європи з боротьби 1999 | Франція | жіноча боротьба, до 46 кг | Бронза |
| Чемпіонат Європи з боротьби 2000 | Франція | жіноча боротьба, до 46 кг | Срібло |
| Чемпіонат Європи з боротьби 2001 | Франція | жіноча боротьба, до 46 кг | 8      |

### Виступи на Кубках світу
| Змагання                    | Збірна  | Вагова категорія          | Місце |
| --------------------------- | ------- | ------------------------- | ----- |
| Кубок світу з боротьби 2001 | Франція | жіноча боротьба, до 46 кг | 5     |

### Виступи на інших змаганнях
| Змагання                    | Збірна  | Вагова категорія          | Місце  |
| --------------------------- | ------- | ------------------------- | ------ |
| Austrian Ladies Open 1997   | Франція | жіноча боротьба, до 46 кг | Золото |
| Середземноморські ігри 2001 | Франція | жіноча боротьба, до 46 кг | Бронза |